# Mick Mills
Michael „Mick“ Denis Mills (* 4. Januar 1949 in Godalming/Surrey, England) ist ein ehemaliger englischer Fußballspieler, der den Rekord für die meisten Spiele bei Ipswich Town hält und als Kapitän die englische Nationalmannschaft zur WM 1982 führte.

## Sportlicher Werdegang
Mills schloss sich als Schüler zunächst dem FC Portsmouth an, bevor der Verein seine Jugendabteilung auflöste und Mills zu einem Wechsel bewegte. Ipswich Town übernahm das junge Talent daraufhin und Mills debütierte im Jahr 1966, im Alter von nur 17 Jahren, beim 5:2-Sieg gegen die Wolverhampton Wanderers.
Als Außenverteidiger, der grundsätzlich auf beiden Seiten, zumeist aber auf der linken, eingesetzt werden konnte, hatte Mills in seinen weiteren Teenager-Jahren Phasen sowohl innerhalb als auch außerhalb der Mannschaft, wurde dann jedoch im Jahr 1969 zum Stammspieler. Im gleichen Jahr absolvierte der Verein seine erste Saison in der First Division nach dem Aufstieg im Jahr zuvor. Als weiterer Meilenstein in der Vereinsgeschichte sollte 1969 zudem die Ankunft des neuen Trainers Bobby Robson sein.
Robson ernannte Mills im Jahr 1971 zum Mannschaftskapitän und zwischen beiden entwickelte sich eine sehr intensive Zusammenarbeit, die sich förderlich für die folgende positive sportliche Entwicklung Ipswichs in den nächsten zehn Jahren auswirken sollte.
Im Jahr 1973 schloss Ipswich die First Division auf einem vierten Platz ab, gewann zudem den Texaco Cup und qualifizierte sich für den UEFA-Pokal. Während der gleichen Saison ermöglichte Nationaltrainer Alf Ramsey beim 1:1-Remis gegen Jugoslawien im Wembley-Stadion Mills’ erstes Länderspiel. Für England sollte er, entgegen zu seiner fixen linken Position bei Ipswich, wie in diesem Spiel auch weiterhin häufig als rechter Verteidiger spielen.
Ipswich spielte in dieser Zeit nahezu komplett im oberen Tabellenbereich der First Division und nahm auch an europäischen Wettbewerben teil, wobei ihnen ein nennenswerter Erfolg zunächst versagt blieb. Mills entwickelte sich zu einem erfahrenen Kapitän innerhalb einer zumeist jungen Mannschaft, die 1977 Meisterschaftsdritter wurde. Im Jahr zuvor kehrte Mills auch nach längerer Abwesenheit gegen Wales in die Nationalmannschaft zurück und hatte bis zum Ende der Saison 1976/77 elf Länderspiele angesammelt. Die anschließende Spielzeit sollte dann neben einer Enttäuschung in der Meisterschaft den bisher vermissten Titel bringen.
Ipswich schloss die Saison zunächst auf einem schwachen 16. Platz ab, jedoch erreichte der Klub das Finale im FA Cup, wo er in Wembley den Favoriten FC Arsenal mit 1:0 bezwingen konnte. Mills nahm als Mannschaftskapitän die Trophäe in Empfang, die den ersten Titelgewinn für Ipswich nach 16-jähriger Durststrecke bedeutete.
Während er mit seinem Verein nun einen Titel gewonnen hatte, stagnierte Mills Nationalmannschaftskarriere. Unter Don Revie kam er zu einigen Länderspielen als linker Verteidiger, darunter der 4:1-Sieg im ersten Qualifikationsspiel zur WM 1978 in Argentinien gegen Finnland und die folgende 0:2-Niederlage gegen Italien, wobei Mills jedoch mit Konkurrenten auf beiden Außenverteidigerpositionen zu kämpfen hatte. Nachdem Ron Greenwood das Traineramt übernommen hatte, bevorzugte dieser zunächst Phil Neal vom FC Liverpool als rechter und Trevor Cherry von Leeds United als linker Abwehrspieler und Mills war lediglich als Ersatzmann für beide Positionen vorgesehen. In den verbleibenden Qualifikationsspielen zur Weltmeisterschaft, die England verpasste, kam Mills dann auch in keinem Spiel zum Einsatz.
Im Verlauf des Jahres 1978 kehrte Mills jedoch wieder regelmäßig in die englische Mannschaft zurück, obwohl seine Position weiterhin unklar blieb. Bei seinen acht Länderspielen in diesem Jahr spielte er sechs Mal auf der linken Seite mit Neal auf der rechten Position und zweimalig selbst auf der rechten Seite und Neal entsprechend auf der gegenüberliegenden. Im letzten Spiel des Jahres gegen die Tschechoslowakei überließ er seinen Platz dem Debütanten Viv Anderson von Nottingham Forest, der als erster dunkelhäutiger Spieler in der englischen Nationalmannschaft in die Geschichte einging.
Mit Kenny Sansom strebte ein weiterer Neuling auf der linken Außenverteidigerposition empor und nährte damit die Vermutungen, dass die Zukunft von Mills mehr auf der rechten Seite zu finden sei. Dennoch etablierte sich Mills während der Qualifikation zur EM 1980 in Italien als linker Abwehrspieler. Sansom wurde von Greenwood auch in den Kader für die Europameisterschaft berufen, aber zu diesem Zeitpunkt entwickelte sich Sansom zu einer etablierten Alternative und Greenwood entschied sich bei den ersten beiden Gruppenspielen für Sansom. Nachdem England dort gegen Belgien nur Remis gespielt und gegen Italien verloren hatte, kehrte Mills in der letzten Gruppenbegegnung gegen Spanien in die Mannschaft zurück. Trotz eines Sieges dort schied England im Anschluss aus dem Turnier aus.
Ipswich spielte weiterhin auf hohem Niveau und schloss die Spielzeiten zwischen 1978 und 1982 stets unter den ersten fünf Mannschaften ab und erreichte im Jahr 1981 einen weiteren Höhepunkt. Nachdem die Meisterschaft und der FA Cup verpasst worden war, gewann der Verein nach einem Finalsieg gegen AZ Alkmaar den UEFA-Pokal.
Mills absolvierte vier Länderspiele für England im Jahr 1981, die ausnahmslos Qualifikationsspiele für die WM 1982 waren, wobei Greenwood in den Freundschaftsspielen auf die weniger erfahrenen Anderson und Sansom baute. Als England dann Ungarn in der letzten Qualifikationsrunde schlug und damit die erste Weltmeisterschaftsteilnahme nach zwölf Jahren perfekt machte, kam Mills dabei zu seinem 35. Länderspiel.
Mills, der weiterhin in der Nationalmannschaft zwischen den beiden Seiten rochierte, kam in lediglich zwei Vorbereitungsspielen zum Einsatz, wurde jedoch als Ersatz für den verletzten Kevin Keegan als Kapitän und rechter Verteidiger für das Weltmeisterschaftsturnier nominiert. In diesen Funktionen kam Mills beim 3:1-Sieg im ersten Spiel gegen Frankreich in Bilbao zum Einsatz und war weiterhin in der Mannschaft, die die nächsten beiden Gruppenspiele gewann, wobei er jedoch im letzten Spiel auf die linke Seite wechselte, um Neal einen Einsatz auf der rechten Bahn zu ermöglichen.
Greenwood kehrte in der Zwischenrunde zu Mills und Sansom als Außenverteidigerpaar zurück, wobei England nach den beiden torlosen Unentschieden gegen Deutschland und Spanien, trotz des Comebacks von Keegan, ausschied.
Im gleichen Jahr teilte Robson dem 33-jährigen Mills mit, dass sein auslaufender Vertrag bei Ipswich nicht erneuert werde, so dass Mills im November 1982 für eine Ablöse von 40.000 Pfund zum FC Southampton wechselte. Nachdem Robson dann das Amt des Nationaltrainers übernommen hatte, war auch Mills internationale Karriere beendet. Für Ipswich absolvierte Mills in 17 Jahren 741 Spiele und kam dabei auf 42 Länderspiele, wobei er dort keinen Treffer erzielen konnte und auch im Verein nur  auf 22 Tore kam.
Trotz seines zunehmenden Alters spielte Mills regelmäßig in Southampton während der nächsten drei Jahre und wurde mit dem Order of the British Empire als MBE für seine Verdienste um den Fußballsport ausgezeichnet. Im Jahr 1985 wechselte Mills zu Stoke City, um dort in der Funktion eines Spielertrainers vier Jahre bis zu seiner Entlassung zu arbeiten.
Mills wurde anschließend Talentsucher bei Sheffield Wednesday und wechselte dann zu Birmingham City, um dort Kotrainer zu werden und nach der Demission von Trevor Francis vorübergehend die Mannschaft zu leiten.

## Erfolge
- UEFA-Pokal-Sieger: 1981
- FA-Cup-Sieger: 1978